# رونيه أدوري
رنه آدوره (بالفرنسية: Renée Adorée)‏ (30 سبتمبر 1898 - 5 أكتبر 1933) ممثلة فرنسية ظهرت في السينما الصامتة في هوليود خلال عقد العشرينات من القرن العشرين.

## نشأتها
ولدت جین دلا فونته في 30 سبتمبر 1898 في ليل بفرنسا. هي كانت بنت فناناً في السيرك، ومن العمر الخامسة بدأت مسيرتها الاستعراضية في السيرك. في أيام المراهقة، لعبت أدوارا في المسرحيات الإستعراضية خلال رحلة فرقتها من روسيا إلى أروبا. هي كانت تقوم بأعمال الإستعراضية في روسيا لكن مع بدأ الحرب العالمية الأولى رحلت إلى لندن في إنجلترا.

## أفلامها
- ₤500 Reward (1918)
- أحلام اليقظة (1922)
- Monte Cristo  [لغات أخرى]‏ (1922)
- The Eternal Struggle  [لغات أخرى]‏ (1923)
- The Bandolero (1924)
- Exchange of Wives (1925)
- Excuse Me (1925)
- الرجل والآنسة (1925)
- ليالي باريسية (1925)
- الحفلة العظیمة (1925)
- Blarney (1926)
- The Flaming Forest (1926)
- La Bohème  [لغات أخرى]‏ (1926)
- The Blackbird (1926)
- The Exquisite Sinner (1926)
- Tin Gods (1926)
- Back to God's Country  [لغات أخرى]‏ (1927)
- Heaven on Earth  [لغات أخرى]‏ (1927)
- Mr. Wu (1927)
- On Ze Boulevard (1927)
- الاستعراض (1927)
- A Certain Young Man (1928)
- كازاك (1928)
- Forbidden Hours (1928)
- The Mating Call  [لغات أخرى]‏ (1928)
- الاستعراض الناس (1928)
- The Pagan  [لغات أخرى]‏ (1929)
- Tide of Empire (1929)
- Redemption (1930)
- Call of the Flesh (1930)

## روابط خارجية
- رونيه أدوري على موقع IMDb (الإنجليزية)
- رونيه أدوري على موقع ألو سيني (الفرنسية)
- رونيه أدوري على موقع أول موفي (الإنجليزية)
- رونيه أدوري على موقع قاعدة بيانات برودواي على الإنترنت (الإنجليزية)
- رونيه أدوري على موقع قاعدة بيانات الأفلام السويدية (السويدية)
- رونيه أدوري على موقع إن إن دي بي (الإنجليزية)
- رونيه أدوري على موقع قاعدة بيانات الفيلم (الإنجليزية)
- رونيه أدوري على موقع كينوبويسك (الروسية)
- Renée Adorée at Golden Silents
- رونيه أدوري على موقع فايند أغريف
- Renée Adorée at the تيرنر كلاسيك موفيز
- Photographs and literature